# بنك ميم
بنك ميم «م» أو (Meem Bank) هو العلامة التجارية لبنك الخليج الدولي الموجهة لقطاع الأفراد وهو بنك جديد بدأ نشاطه في المملكة العربية السعودية. تم الإعلان عن العلامة التجارية لبنك ميم في 5 مايو 2014
بعد افتتاح بنك ميم يصبح عدد فروع البنوك الأجنبية المرخصة من البنك المركزي السعودي لمزاولة نشاطاتها في المملكة العربية السعودية 12 بنك.

## تاريخ الشركة
«م» من بنك الخليج الدولي هو ذراع الخدمات المصرفية للأفراد الذي أطلقه البنك في المملكة العربية السعودية. ويقدم «م» باقة متنوعة من الخدمات المصرفية المبتكرة والغير تقليدية موجهة لفئة المهتمين بالتقنية. والجدير بالذكر ان جميع خدمات «م» المصرفية متوافقة مع أحكام الشريعة ومرخصة من قبل مؤسسة النقد العربي السعودي «ساما».
ويحمل «م» هوية مؤسسية مستقلة وعلامة تجارية مسجلة، ويقدم باقة متنوعة من الخدمات والمنتجات المصرفية المبتكرة عبر الإنترنت وعبر الأجهزة المتنقلة والتي تمثل أساس الخدمات المصرفية. عند فتح الحساب، يمكن إجراء كافة الخدمات إلكترونياً. وقد فتحت «م» متاجر في كل من الرياض وجدة والظهران، حيث توفر خدمات مثل عمليات فتح حسابات العملاء، والسحب النقدي، والودائع والتحويلات النقدية وإدارة الحسابات.
تم تأسيس «م» بالاعتماد على مبدأ التأسيس بالمشاركة، والذي تضمن التفاعل مع قاعدة العملاء عبر مختلف وسائل التواصل الاجتماعي على مدى ثلاث سنوات للتعرف على مقترحاتهم واحتياجاتهم والخدمات المصرفية التي يفضلونها. وتعتبر «م» الرائدة في الاستفادة من مبدأ التأسيس بالمشاركة في القطاع المصرفي، حيث أثمر هذا الأسلوب في وضع نموذج الأعمال لـ «م» وكذلك في تطوير الخدمات والمنتجات والهوية المؤسسة للبنك وثقافته.
ويجدر بالذكر أن بنك الخليج الدولي مملوك من قبل دول مجلس التعاون الخليجي الست، وتعود ملكية غالبية أسهمه إلى صندوق الاستثمارات العامة في المملكة العربية السعودية (97.2 بالمائة). ويترأس منصب رئيس مجلس الإدارة جماز بن عبد الله السحيمي.

## منتجات ميم
- 1.	الحزمة الواحدة

تضم الحزمة الواحدة باقة من الخدمات، وتتمتع الحزمة بمزايا الحساب الجاري وحساب التوفير معاً. وتمتاز بالخيارات التالية:
- - أ‌.	تخصيص المدفوعات

تمكّن الخدمة عملائنا من التوفير لتحقيق هدف محدد خلال فترة يختارها العملاء. ويحدد العملاء تعليمات دائمة لاستقطاع مبالغ جانباً بشكل آلي من حساب الحزمة الواحدة وإدخالها في «تخصيص المدفوعات» بوتيرة مختارة. 
- - ب‌.	أدوات الميزانية

تمكّن الخدمة أصحاب الحسابات من تتبع نفقاتهم بما في ذلك أداة الخرائط لإظهار مكان الإنفاق والمواد المشتراة.
- - ج. التحويل التلقائي

تنقل هذه الميزة المبالغ بشكلٍ آلي بين الحزمة الواحدة للحساب الجاري وحساب التوفير في نهاية اليوم، تبعاً لتعليمات العميل.
- .	بطاقة العملات المتعددة

تتيح البطاقة للعملاء استخدام ما يزيد عن 4 عملات مختلفة وتعزيز تجربة العميل لدى إجراء المعاملات المصرفية عند السفر خارج المملكة العربية السعودية.

## وصلات داخلية
- مجموعة سامبا المالية
- بنك الخليج الدولي

## وصلات خارجية
- المرقع الرسمي لبنك ميم
- الموقع الرسمي لبنك الخليج